# HD 114729
HD 114729 é uma estrela binária na constelação de Centaurus. A estrela primária tem uma magnitude aparente visual de 6,68, portanto pode ter um brilho baixo demais para ser visível a olho nu. Com base em medições de paralaxe pela sonda Gaia, está localizada a 123,4 anos-luz (37,8 parsecs) de distância da Terra.

## Sistema estelar
A estrela primária do sistema, HD 114729 A, é uma estrela de classe G da sequência principal semelhante ao Sol com um tipo espectral de G0V e uma temperatura efetiva de 5940 K. Com uma alta luminosidade de 2,33 vezes a solar, a estrela está acima da sequência principal, o que indica que é evoluída, com uma idade estimada de 9 bilhões de anos. Sua massa é estimada em 97% da massa solar e seu raio em 144% do raio solar. Sua metalicidade é inferior à do Sol, com uma concentração de ferro equivalente a 60% da solar.
A estrela secundária, HD 114729 B, é uma anã vermelha separada da primária por cerca de 8 segundos de arco, o equivalente a uma separação projetada de 280 UA. Essa estrela possui o mesmo movimento próprio que a primária e seus índices fotométricos são consistentes com uma estrela à mesma distância da primária com uma massa de 25% da massa solar. Observações espectroscópicas indicaram que é uma anã vermelha com um tipo espectral de aproximadamente M1-M3V. Os dados de paralaxe do segundo lançamento do catálogo Gaia confirmam que essa estrela está aproximadamente à mesma distância da primária.

## Sistema planetário
Em 2003 foi publicada a descoberta de um planeta extrassolar orbitando a estrela primária do sistema. Ele foi detectado pelo método da velocidade radial a partir de dados do espectrógrafo HIRES, no Telescópio Keck I, que observou a estrela 38 vezes entre janeiro de 1997 e junho de 2002. Esse planeta (nomeado HD 114729 b) é um gigante gasoso com uma massa mínima de 95% da massa de Júpiter e orbita a uma distancia média de 2,1 UA, em uma órbita levemente excêntrica com um período de 1110 dias.
Um artigo de 2006 mostrou que a inclusão de um segundo planeta no sistema, com uma massa similar à de Netuno e um período de 13,8 dias, fornece um ajuste superior aos dados de velocidade radial da estrela. Os resíduos do modelo de dois planetas possuem um desvio médio de 3,6 m/s em relação à melhor solução, em comparação ao desvio médio de 5,34 m/s do modelo de um planeta. Se real, este planeta tem uma massa mínima de 0,064 MJ e um semieixo maior de 0,11 UA.
| Planeta | Massa           | Semieixo maior (UA) | Período orbital (dias) | Excentricidade |
| ------- | --------------- | ------------------- | ---------------------- | -------------- |
| b       | >0,95 ± 0,10 MJ | 2,11 ± 0,12         | 1114 ± 15              | 0,167 ± 0,055  |